# Tlučhořovi
Tlučhořovi je český rozhlasový seriál.
Pod názvem Rodinka aneb Byli jsme a budem dvojice herců Oldřicha Kaisera a Jiřího Lábuse byl poprvé vysílán 1. října 1991 na Rádiu Golem 90,3 MHz. Jedná se o seriál situačních mikrokomedií, který je založen na improvizaci autorské dvojice. Díly byly zpravidla točeny bez střihu v jedné smyčce. Dramaturgicky s dvojicí autorů spolupracoval Jan Czech, Eva Vrtišková a Marko Milanovič. O režii se staral Ivan Holeček. Průměrná délka jedné epizody u starších dílů se pohybovala v rozmezí 15-17 minut, od dílu 620 byla délka dílů zkrácena na cca 13-15 minut. V roce 2019 byly díly dále zkráceny na cca 5 min. Nejkratším dílem seriálu je 1073. Novoroční přípitek (2:22), nejdelším je 481. Silvestr (25:55).
Jedna z epizod (č. 60) posloužila jako libreto komické opery Rudá Marie, která byla v roce 2015 uvedena na Nové scéně Národního divadla v Praze.

## Historie seriálu
Seriálu předcházel čtyřdílný cyklus improvizovaných besed, nazvaný Besedy u umakartového stolu aneb Hovory o ničem aneb Je jich pět, který byl natočen v roce 1989 v Československém rozhlase. V této parodii na neplodné rozhlasové besedy se již vyskytují zárodky postav budoucího seriálu Tlučhořovi. (K cyklu se hlásí i epizoda seriálu 223 nazvaná Beseda, pojatá jako pomyslný pátý díl.)
Na Radiu Golem bylo odvysíláno 222 dílů a po jeho zániku se seriál pod změněným názvem Tlučhořovi vysílal na stanici Český rozhlas 2 – Praha. Premiéru na tomto rádiu měl 6. ledna 1996. Pětistý díl seriálu nese název Odškodnění a byl odvysílán 10. května 2001. Od roku 2007 však ČRo 2 – Praha přestal vysílat nové díly. Poslední zde odvysílaný nový díl 767. Samec měl premiéru 29. prosince 2006, reprízy starších dílů byly vysílány až do 26. srpna 2007. ČRo oficiálně zdůvodnil, proč bylo vysílání ukončeno, potřebou nových projektů s ohledem na finanční limity ČRo a zdůraznil zápornou odezvu velkého počtu posluchačů stanice ČRo 2 – Praha.
Po čtyřměsíční pauze se Tlučhořů ujal internetový portál Stream.cz a díl 768. Infernet se objevil 2. května 2007. Zde však nastal zásadní problém: Stream je videoportál a Tlučhořovi jsou čistě zvukový formát. Tento problém se měl vyřešit doprovodnou slideshow ilustrací právě hovořících postav. Stalo se tak v dílu 800. Paragrafky (premiéra 19. ledna 2008). Reakce fanoušků byly velmi negativní, což vyvolalo další pauzu ve vysílání seriálu, při níž se hledalo řešení.
Dne 26. dubna 2008 byl zveřejněn díl 801. Jsme jací jsme se záběry pánů Kaisera a Lábuse přímo při natáčení ve studiu. Tato podoba seriálu měla u fanoušků úspěch, přesto Stream.cz vysílání seriálu ukončil.
Od 12. května 2009 pokračovalo vysílání seriálu dílem 803. Prasečí chřipka (díl 802. Krize byl zveřejněn později) na oficiálních stránkách dvojice Kaiser & Lábus a Tlučhořovic rodinky s novým titulem Původně původní rozhlasový nekonečný seriál Tlučhořovi, aneb byli jsme a budem. Vysílání skončilo v lednu 2012 dílem 939. Dnes jsou stránky nefunkční a doména expirovala 08.05.2015.
Od 3. září 2012 vysílal Český rozhlas Dvojka (dříve ČRo 2 – Praha) nový projekt Jak to vidí Tlučhořovi, přibližně 90sekundové komentáře rodinky k aktuálnímu dění. Projekt byl ukončen k 31. prosinci 2014.
Od května 2015 do října 2016 vysílal Český rozhlas Dvojka další projekt rodiny Tlučhořových pod názvem Tlučhořovic kalendář. Celkem bylo natočeno 66 dílů o délce 2-4 minuty a jednalo se o komentování různých svátků nebo mezinárodních dnů.
Od 11. ledna 2013 vysílal Český rozhlas Dvojka opět „plnohodnotné díly“ Tlučhořových. Na předchozí díly tedy navazuje díl číslo 940. Frekvence vysílání nových dílů byla nepravidelná, každoročně je odvysíláno kolem 25 nových dílů, střídaly se s reprízami starých.
Od 1. ledna 2019 byla na příkaz Českého rozhlasu délka nových dílů zkrácena na pouhých 5 minut. K 1. lednu 2021 bylo z rozhodnutí ředitele Programu Českého rozhlasu Mgr. Ondřeje Nováčka ukončeno vysílání nových dílů.
Zatím posledním médiem, kde seriál našel svůj domov, se stala Audiotéka. Již v listopadu 2021 zde začalo být vydáváno všech prvních 222 epizod z rádia Golem. Od 7. února 2022 pak bylo s týdenní pravidelností zveřejněno 21 nových epizod v původním čtvrthodinovém formátu. Natáčení dalších dílů bylo však podle sdělení Audiotéky od roku 2023 pozastaveno. V květnu 2025 tam nicméně přibyly tři díly označené jako bonusové: dva z roku 2022 jsou převzaté z Tlučhořovic oficiálního webu (Bez Dyka, Hrátky s čertem), jeden (Volba prezidenta) dosud nebyl nikde zveřejněn.

## Obsah seriálu
Seriál pojednává o původem dělnické rodině žijící v Černé ulici na pražském Žižkově (otec, matka, syn, dcera, trvalý host a později i dcery syn), která nikdy nezapomněla na svoji komunistickou, nomenklaturní a estébáckou minulost, avšak s obtížemi přežívá v přítomnosti. Seriál začal příchodem básníka Mirko Hýla, který se posléze stal členem rodiny. Rodina má neustálé existenční a jiné problémy, které se snaží řešit svým svérázným, mnohdy i nelegálním způsobem.

## Postavy seriálu

### Hlavní postavy
Oldřich Kaiser a Jiří Lábus vytvořili v seriálu Tlučhořovi za více než třicet let několik set postav.
- František Tlučhoř alias Páťa  (Oldřich Kaiser) – Otec rodiny s komunistickou minulostí, bývalý milicionář a udavač StB (krycí jméno Šakal). Narodil se a vyrůstal v Rožmitově. Pracoval ve zbrojním průmyslu (dělal hlavně hlavně), později vyráběl u firmy Pěnkava budky pro ptáky. Od začátku roku 1993 nezaměstnaný. Mimochodem byl i neúspěšným kandidátem na post prezidenta republiky. Kromě Patrika a Růženy má ještě nemanželského syna Áťu, k jehož početí došlo při cvičení milicí.
- Božena Tlučhořová (Jiří Lábus) – Rozená Krocanová.[11] Starostlivá matka, která je unavená ze své úlohy živitelky, kdy ve slabých chvilkách říká, že má „ruce vytahané jako lama“. Má podobnou minulost jako Páťa (krycí jméno Rettigová). Pracuje jako kuchařka ve školní jídelně, kde krade jídlo pro rodinu. Později se stává vedoucí školní jídelny. Zastává názor, že děti by měly jíst jen přílohy.
- Mirko Hýl (Jiří Lábus) – Samozvaný básník, který hned v prvním díle přijel Tlučhořovy navštívit a už u nich zůstal. Má poněkud záhadnou minulost, vydává se za znalce Paříže a francouzských vín. V Paříži patrně nikdy nebyl. Po patnácti letech v seriálu přiznal, že se narodil jako dívka Anetka a v pozdějším věku byl přeoperován na muže. V roce 2006 vystoupil v silvestrovském vydání pořadu Marka Ebena Na plovárně, kde mimo jiné přiznal svou udavačskou minulost za dob socialismu. Vyjma krátkého období, kdy na hřbitově kradl kytky a prodával po kavárnách Tlučhořovým nikdy nepřispíval na nájem ani stravu. Tvrdí, že je majitelem Hugova zlatého pera.
- Růžena Tlučhořová (Oldřich Kaiser) – Dcera, která se z původní naivní „královny“ diskoték, přes několik nezdařených známostí a manželství, stane prostitutkou. Má syna Dominika, jehož otcem je pravděpodobně vietnamský trhovec Jang-c'-tiang. Dostala se na DAMU, vyspala se se členy komise a díky následnému vydírání získala diplom, aniž by musela školu absolvovat.[12] Měla poměr s Oldřichem Kaiserem i Jiřím Lábusem.
- Patrik Tlučhoř (Oldřich Kaiser) – Syn, prostoduchý, se zdánlivými záblesky inteligence, který neumí lhát. Proto je v rozporu s rodinou a nesouhlasí s jejími názory. Postupně však od svých postojů upouští. Má žábry (Božena ho počala s Páťou a současně se sevastopolským jeseterem). Páťa sám tvrdí, že je Patrikovým "spoluotcem". Je abnormálně vysoký (2,20 m). Stane se nešikovným policistou. Několikrát se zklamal v ženách.
- Dominik Tlučhoř (Jiří Lábus) – Nejmladší člen rodiny Tlučhořů, narodil se Růženě v díle 570. Původně byl otcem Mirko Hýl, k přenosu spermií údajně došlo v koupelně přes společný ručník (stejným způsobem otěhotněla i sousedka Vlasta, která byla u Tlučhořů na návštěvě). V díle 760. Aneta Mirko přiznal, že byl původně žena a tudíž nemůže mít děti a objevuje se záhadný Vietnamec Jang-c'-tiang, skutečný otec Dominika. Tomu odpovídá i to, že Dominik má žlutou pleť, šikmé oči, velkou hlavu a kdo ho vidí, tak se zděsí. Na svůj věk mluví dost hrubě, ale na druhou stranu je na poměry rodiny abnormálně inteligentní a neskutečně sečtělý. Ještě v předškolním věku byl znalý děl velkých filosofů, zejména pak Martina Heideggera. Když příliš zapřemýšlí, spolu s myšlenkami z něj vyjde i stolice. Již v pubertě začal studovat na Sorbonně.

### Vedlejší postavy
- Kotek – šedá eminence, postava, která se nikdy v seriálu neobjeví jako taková, ale pouze telefonuje. Zasahuje do děje v okamžiku, kdy je rodina Tlučhořů v nouzi, jako deus ex machina. Páťa ho poznal v době své komunistické minulosti. Byl členem bezpočtu politických stran a má prsty takřka ve všem, co se v zemi děje. O všem ví, nikdy ho nic nepřekvapí (informace neměl jen, když se ho rodina dotazovala, kdo je otcem Vlastina dítěte, což všechny naprosto šokovalo). Několikrát rodinu Tlučhořů okradl, jindy je naopak vytáhl z maléru. Páťa k němu stále vzhlíží. Má manželku Blaženu a retardovaného syna Pankráce, ten často zvedá sluchátko, když jim Tlučhořovi volají.
- Vlasta Šilháková /také Hřídáková, Skořáková a Dudrová/ (Jiří Lábus) – sousedka Tlučhořů, pocházející z Moravy. Tlučhořovi ji nenávidí. Neustále šlape zelí. Měla manžela Zdendu, který tragicky zahynul, a od té doby je sama. Má dítě, které hned po narození dala do kojeneckého ústavu a posléze bylo adoptováno. Jeho otec byl původně Mirko Hýl, údajně otěhotněla přes ručník při návštěvě u Tlučhořů stejně jako Růžena. Později se přišlo na to, že otcem Vlastina dítěte je Patrik Tlučhoř.
- Policista Dalibor Dalibor s Amurem (Oldřich Kaiser) – nešikovný, naivní a často velmi natvrdlý policista (má hlas jako Karel Gott). V prvních třech stech dílech často vyšetřoval různé krádeže, podvody a zatýkal zločince (mnohdy i členy rodiny Tlučhořových). Dostal Patrika k policii, ale paradoxně se od té doby v seriálu přestal objevovat. Na pochůzkách a při vyšetřování jej doprovázel neposedný pes Amur. Po mnohaleté pauze se vrací na scénu (díl 868) a my se dozvídáme, že nyní úřaduje v Pičmanovicích, jmenuje se Dalibor Dalibor a má manželku Ivanku.
- Doktor Vilém Hnátek (Jiří Lábus) – roztržitý ornitolog, který byl milencem Boženy a Zlaty Chudé, přes inzerát se pokoušel navázat vztah i s Růženou (díl 685). Když ho opustila manželka Blanka, vypustil všechny své ptáky z voliér.
- Zlata Chudá (Jiří Lábus) – filosofka, údajná signatářka Charty 77, ale my víme, že byla na seznamech StB (krycí jméno Ofélie). Milenka Páti, Patrika a doktora Hnátka, později sváděla i Růženu.
- Policejní táta (Jiří Lábus) – Patrikův velitel, náčelník u policie. Je vášnivým chovatelem zvířat. Přes původní rybičky se v jeho kanceláři vystřídalo mnoho živočichů (např. telátko, hyena nebo lachtan). Patrika si velice oblíbil a občas se jeho chování nápadně podobá způsobům doktora Šíbala. Sám přiznává, že myšlení není jeho silnou stránkou. Poté, co byl vyhozen od policie založil detektivní agenturu S.D.A. Ve skutečnosti není prvním náčelníkem, neboť první policejní táta se zastřelil, když mu před policejní ruletou dal Patrik omylem do pistole ostré náboje. Druhý pak skočil z okna poté, co se zjistilo, že poskytl Patrikovi odpovědi k policejním zkouškám.
- Jáchym Boubela (Oldřich Kaiser) – spolužák a kamarád Mirko Hýla. Jednoho dne se nečekaně objevil u Tlučhořů a přespal u nich několik nocí před cestou do Budapešti. Brzy nato se s Mirkem setkal v Roudnici. Při cestě zpět do Prahy přesvědčil Hýla k cestě do Istanbulu a sám se místo něj usadil u Tlučhořových. Po Mirkově návratu se skrýval u sousedky Vlasty. Později naopak Boubela poskytuje azyl Hýlovi, když předstírá, že jede do Paříže převzít Nobelovu cenu.
- Rozbřesk Tichý (Jiří Lábus) – starý herec, připravoval Růženu na herecké zkoušky. Často vzpomíná na své dávné angažmá v Jihlavě. Růžena se snažila na něj hodit své falešné těhotenství. Později si Rozbřesk chce u Tlučhořů přivydělat coby učitel hudby. Má syna Jaryna, se kterým se Růžena seznámí během pobytu na psychiatrii.
- JUDr. Čeněk Šíbal (Oldřich Kaiser) – homosexuální advokát, postupně zastupoval Mirko Hýla, Boženu, Páťu i Patrika. Jeho klientkou byla i sousedka Vlasta. Krátce pobyl ve vazbě za urážku Boženy výrokem, že by radši skočil na kočkodana skvrnitého. Má jezevčí fenku Tyldičku. Nějakou dobu u něj bydlel Dr. Hnátek, později žije s mužem, který si říká Květoslava. V dílu 284 vystupuje jeho alter ego - Dr. Kamil Žukajda a v dílech 323-325 Dr. Karel Šimáček.
- Zdenda (Jiří Lábus) – manžel Vlasty, železničář, před Vlastou se zhruba rok skrýval a žil v ubytovně pro železničáře. Rozmluvil Patrikovi sebevraždu, sám ale tragicky zahynul při posunování vlaku. Několik let po jeho smrti vyšlo najevo, že Zdenda byl amatérský básník, Mirko Hýl mu ukradl a pod svým jménem vydal báseň Podzim.
- Miňonka /iniciály jména D. K./ (Oldřich Kaiser) – pochybná žena romského původu. Kapsářka, prostitutka a občasná sexuální partnerka Mirko Hýla. Krátce pobývala u Tlučhořů, kde Patrika zbavila panictví. Vždy se na několik let ztratí a pak se nečekaně objeví. Má s Hýlem jedno dítě, které Tlučhořovi adoptovali a následně přenechali sousedům, další otcovství se na Hýla pokoušela hodit za použití donucovacích prostředků svého otce. Nějakou dobu žila v Kanadě, v současnosti se živí jako věštkyně správných čísel do Sportky.
- Ropucha (Jiří Lábus) – štamgast z restaurace U Stromu, je jedinou ženou mezi stálými návštěvníky žižkovského pohostinství, pracuje ve sběrně, někdy bývá označována za „rumovou královnu“. Pravděpodobně nevzhledná a alkoholem těžce poznamenaná žena. Neúspěšně ji sváděl Mirko Hýl.
- Belzebub /Hugo Smrž/ (Jiří Lábus) – štamgast z hospody U Stromu, blízký přítel Ropuchy, krátce spolu byli sezdáni. Vlastním jménem Hugo Smrž.
- Viktor Krupka (Oldřich Kaiser) – štamgast z restaurace U Stromu, se vyznačuje charakteristickou vadou řeči, pravděpodobně způsobenou spolknutím žáby. Není mu takřka rozumět. Má syna Jaromíra, jenž krátce chodil s Růženou.
- Vrbka (Oldřich Kaiser) – štamgast z restaurace U Stromu, je hospodský rozumbrada, mezi jeho nejčastější výrazy patří „vole“ a „upozorňuju tě“. Často rozdává lidem poučné rady.
- Fero Spišák (Oldřich Kaiser) – záhadný Slovák pocházející z Tater. Poprvé se do rodiny vetřel na Silvestra 1992 s cílem zůstat po rozdělení federace na území ČR. Čas od času nečekaně navštíví Tlučhořovi a oblaží je borovičkou, žinčicou a „bohovskými historkami“.
- Vratislav Tlučhoř alias Vráťa (Oldřich Kaiser) – bratr Páti, oba mluví naprosto stejným hlasem. Vráťa je opak svého bratra, je bohatý a úspěšný. Nemají se vzájemně rádi. S ženou Lídou (později přejmenovanou na Blanku) mají domek na venkově.
- Jang-c'-tiang (Jiří Lábus) – zpočátku nesmělý, později už trochu přidrzlý trhovec vietnamského původu. Je otcem Dominika Tlučhoře, jednou podával u hanojského soudu žádost o střídavou péči. Občas zásobuje rodinu Tlučhořových ovocem a zeleninou, rýži i ošacením ze své tržnice, nejspíš jako kompenzaci alimentů. S vietnamskou manželkou má čtyři děti (Lipo, Liči, Liti a Kivi).
- Doktor Furtner (Oldřich Kaiser) – šílený doktor, testoval na Boženě nově vyvinuté léky, kterými ji omylem proměnil na několik dní v opici a také Patrikovi diagnostikoval žábry. V seriálu se objevil několikrát také jako praktický lékař, který svérázně diagnostikuje a léčí problémy svých pacientů. Neumí vyslovovat hlásku „R“.
- Radka Prcková (Jiří Lábus) – kuchařka ze školní jídelny, kolegyně Boženy. Provdala se za bohatého manžela a je zdrojem závisti Tlučhořů. Z jídelny byla Boženou propuštěna a následně opět přijata, aby oddřela veškerou práci namísto Tlučhořových. Božena se od ní čas od času dozvídá novinky z oblasti zdraví, kosmetiky a plastické chirurgie, které se pak snaží na sobě podomácku napodobit.
- Nikita Chuchalkov (Jiří Lábus) – vysoce postavený ruský podnikatel a mafián. Páťa a Mirko Hýl pro něj pracovali coby distributoři drog schovaných ve vejcích. Na svatbě Růženy zastřelil jejího ženicha Reného Čermáka. Po mnoha letech se objevil na Bahamách u Viktora Koženého, kam přivezl Boženu, která byla v trezoru se zlatými cihlami.
- Oldřich Kaiser, Jiří Lábus – v průběhu seriálu si oba autoři a interpreti několikrát zahráli i sami sebe. Nejčastěji se pasovali do role milenců Růženy, občas na rodinu Tlučhořových vymysleli nějakou recesi nebo se do jejich přízně vetřel Mirko Hýl.
- Reálné postavy – v seriálu se objevily i reálné postavy z herecké či politické oblasti (ovšem v interpretaci Oldřicha Kaisera a Jiřího Lábuse), například Vlastimil Brodský, Radovan Lukavský, Luba Skořepová, Radoslav Brzobohatý, Jaroslav Kepka, Marta Kubišová, Martin Dejdar, Naďa Konvalinková, Jiří Bělohlávek, Karel Gott, Bill Clinton, Tom Cruise, Václav Klaus, Livia Klausová, Vladimír Mečiar, Viktor Kožený, Richard Falbr, Gustáv Husák, Milouš Jakeš, Vasil Biľak, Marie Kabrhelová, Vladimir Putin a další.

## Přehled epizod
Seriál byl vysílán na těchto médiích: Rádio Golem (1–222), Český rozhlas 2 – Praha (223–767), Stream (768–801), web kaiser-labus.cz (802–939), Český rozhlas Dvojka (940–1173), Audiotéka (1174–dodnes)
Tři díly jsou neznámé. Jedná se o tyto epizody:
Díl č. 923 vznikl jako součást živého představení z roku 2011, dosud však nebyl oficiálně zveřejněn.
Díl č. 999, o který se mezi fanoušky vedou spory. Někteří tvrdí, že byl natočen, ale neodvysílán, jiní, že jde o díl Herna. Neexistuje žádný důkaz, že by díl 999 (a nebyl to Herna) byl skutečně natočen.
Díl č. 1173 byl poslední epizodou na Českém rozhlase Dvojka. Byl natočen a jedinkrát nečekaně odvysílán jako součást pásma zábavného pořadu Rychlá Dvojka. Není však na stránkách rozhlasu samostatně uveden a je nemožné si ho tak poslechnout. Je ale ke stažení na úložištích. Název tohoto dílu je neznámý, na webu Českého rozhlasu je o něm zmínka pod generickým Tlučhořovi č. 1173. Moderátorem byl však uveden jako Inkognito.
Na Tlučhořovic webu byly na podzim 2022 zveřejněny dva bonusové díly (Bez Dyka, Hrátky s čertem), které mají klasickou čtvrthodinovou stopáž, ale nejsou číslovány. Časově následují po zatím posledním dílu z Audiotéky (č. 1194). Od května 2025 zveřejněny také na Audiotéce.
Na webu Audiotéky je zdarma přístupný bonusový díl Volba prezidenta (namluvený ale jen Lábusem).
Na webu Českého rozhlasu Dvojka pak visí neurčité oznámení nových dílů: "Do srpna 2025 navíc přibude na webu a v aplikaci mujRozhlas každé pondělí vždy dalších 20 dosud nevydaných dílů."

### 1991 – Rádio Golem
- 1. Přílet Hýla (1. října 1991)
- 2. Jak se Hýl uhnízdil (7. října 1991)
- 3. Páťa je rozpuštěn (14. října 1991)
- 4. Ignác Hujer – hezký jméno (21. října 1991)
- 5. Konspirace selhává (28. října 1991)
- 6. Žena je poupě (Hýl a Růžena) (4. listopadu 1991)
- 7. Ženich na obzoru (11. listopadu 1991)
- 8. Překvapení v Sarému (18. listopadu 1991)
- 9. Nemocnice radosti (25. listopadu 1991)
- 10. Za vodou (2. prosince 1991)
- 11. Páťa drží hladovku (9. prosince 1991)
- 12. Stanovy strany (16. prosince 1991)
- 13. Cizinec (23. prosince 1991)
- 14. Silvestr (30. prosince 1991)

### 1992 – Rádio Golem
- 15. Armáda (6. ledna 1992)
- 16. Byt I. (13. ledna 1992)
- 17. Byt II. (20. ledna 1992)
- 18. Setkání (27. ledna 1992)
- 19. Salón (3. února 1992)
- 20. Vzpomínání (10. února 1992)
- 21. Miňonka (17. února 1992)
- 22. Převrat (24. února 1992)
- 23. Rodinka v divadle Ypsilon (2. března 1992)
- 24. Pasák (9. března 1992)
- 25. Brkoň (16. března 1992)
- 26. Zlata Chudá (23. března 1992)
- 27. Košumberk (30. března 1992)
- 28. Večírek u Hnátků (6. dubna 1992)
- 29. Zlata (13. dubna 1992)
- 30. Sobota (20. dubna 1992)
- 31. Zlata, to je … (27. dubna 1992)
- 32. Růžena je levák (4. května 1992)
- 33. Hospoda (11. května 1992)
- 34. Park (18. května 1992)
- 35. Lepší podnik (25. května 1992)
- 36. Policie (1. června 1992)
- 37. Návštěva v poradně (8. června 1992)
- 38. Štěnice (15. června 1992)
- 39. Lustrace (22. června 1992)
- 40. U Zlaty (29. června 1992)
- 41. Udobření (6. července 1992)
- 42. Dovolená (13. července 1992)
- 43. Beseda (20. července 1992)
- 44. Umírání (27. července 1992)
- 45. Pohřeb (3. srpna 1992)
- 46. Růžena je v tom (10. srpna 1992)
- 47. Tutovka (17. srpna 1992)
- 48. Autoškola (24. srpna 1992)
- 49. Hogo - Fogo (31. srpna 1992)
- 50. Video (7. září 1992)
- 51. Dr. Hnátek (14. září 1992)
- 52. Božena a Hujer (21. září 1992)
- 53. Biľak v zahradě (28. září 1992)
- 54. Výlet (5. října 1992)
- 55. Raul (12. října 1992)
- 56. Kandidát na prezidenta (19. října 1992)
- 57. UFO (26. října 1992)
- 58. Pohotovost (2. listopadu 1992)
- 59. Konkurs (9. listopadu 1992)
- 60. Staliňák (16. listopadu 1992)
- 61. Provokatér (23. listopadu 1992)
- 62. Diskotéka (30. listopadu 1992)
- 63. Seance (7. prosince 1992)
- 64. Kometa (14. prosince 1992)
- 65. Vánoce (21. prosince 1992)
- 66. Silvestr (28. prosince 1992)

### 1993 – Rádio Golem
- 67. Nový rok (4. ledna 1993)
- 68. Heslo (11. ledna 1993)
- 69. Psovod (18. ledna 1993)
- 70. Sami doma (25. ledna 1993)
- 71. Nemocnice (1. února 1993)
- 72. Nezaměstnaný (8. února 1993)
- 73. Revize (15. února 1993)
- 74. Renáta Huďalová (22. února 1993)
- 75. Soutěž (1. března 1993)
- 76. Návštěva (8. března 1993)
- 77. Letadlo (15. března 1993)
- 78. Tatry I. (22. března 1993)
- 79. Tatry II. (29. března 1993)
- 80. Kde je Božena? (5. dubna 1993)
- 81. Scénář (12. dubna 1993)
- 82. Růžena je sama doma (19. dubna 1993)
- 83. Návrat Boženy (26. dubna 1993)
- 84. Pohovor (3. května 1993)
- 85. ČBIS – Satan (10. května 1993)
- 86. Návrat syna (17. května 1993)
- 87. Páťa se zbláznil (24. května 1993)
- 88. Léčebna (31. května 1993)
- 89. Zásnuby – útěk (7. června 1993)
- 90. Pátrání (14. června 1993)
- 91. Práskač (21. června 1993)
- 92. Sněhová královna (28. června 1993)
- 93. Telegram (5. července 1993)
- 94. Babylon (12. července 1993)
- 95. Čekání na Hermínu (19. července 1993)
- 96. Hermína (26. července 1993)
- 97. Kancelář (2. srpna 1993)
- 98. Páťa podnikatel (9. srpna 1993)
- 99. Mrazák I. (16. srpna 1993)
- 100. Mrazák II. (23. srpna 1993)
- 101. Telegram (Hermína – úmrtí) (30. srpna 1993)
- 102. Dědictví (6. září 1993)
- 103. Chalupa (13. září 1993)
- 104. Taxík (20. září 1993)
- 105. Weekend (27. září 1993)
- 106. Večírek u ohně (4. října 1993)
- 107. Poklad I. (11. října 1993)
- 108. Poklad II. (18. října 1993)
- 109. Čihař (25. října 1993)
- 110. Podvodnice (1. listopadu 1993)
- 111. Policie (8. listopadu 1993)
- 112. Ugurundun I. (15. listopadu 1993)
- 113. Ugurundun II. (22. listopadu 1993)
- 114. Mikuláš (29. listopadu 1993)
- 115. Zastavárna I. (6. prosince 1993)
- 116. Zastavárna II. (13. prosince 1993)
- 117. Štědrý den (20. listopadu 1993)
- 118. Silvestr (27. prosince 1993)

### 1994 – Rádio Golem
- 119. Kontakt (3. ledna 1994)
- 120. Clinton (10. ledna 1994)
- 121. Amur (17. ledna 1994)
- 122. Patrik (24. ledna 1994)
- 123. Santos (31. ledna 1994)
- 124. Mirko Hýl (7. února 1994)
- 125. Záchodky I. (14. února 1994)
- 126. Záchodky II. (21. února 1994)
- 127. Baňáková má šestky (28. února 1994)
- 128. Příprava na loupež (7. března 1994)
- 129. Loupež I. (14. března 1994)
- 130. Loupež II. (21. března 1994)
- 131. Výslech (28. března 1994)
- 132. Páťa (4. dubna 1994)
- 133. Moucha (11. dubna 1994)
- 134. Noc duchů (18. dubna 1994)
- 135. Vinárna – kavárna (25. dubna 1994)
- 136. Maminka (2. května 1994)
- 137. Domov důchodců (9. května 1994)
- 138. Preparát (16. května 1994)
- 139. Opice (23. května 1994)
- 140. Proměna (30. května 1994)
- 141. Díra ve zdi (6. června 1994)
- 142. Krb (13. června 1994)
- 143. Oslava (20. června 1994)
- 144. Refýž (27. června 1994)
- 145. Sexuální maniak (4. července 1994)
- 146. Vyznání (11. července 1994)
- 147. Býčí žlázy (18. července 1994)
- 148. Útočiště (25. července 1994)
- 149. Šaman (1. srpna 1994)
- 150. Šíbr (8. srpna 1994)
- 151. Rekord (15. srpna 1994)
- 152. Sádka na hlemýždě (22. srpna 1994)
- 153. Mlíčňák (29. srpna 1994)
- 154. Jeseter (5. září 1994)
- 155. Večer (12. září 1994)
- 156. Balkón (19. září 1994)
- 157. Narozeniny (26. září 1994)
- 158. Křížovka (3. října 1994)
- 159. Spišák (10. října 1994)
- 160. Karel Gott (17. října 1994)
- 161. Ložnice (24. října 1994)
- 162. Dušičky (31. října 1994)
- 163. Poslední sovětský voják (7. listopadu 1994)
- 164. Sběrna papíru (14. listopadu 1994)
- 165. Ptáci (21. listopadu 1994)
- 166. Hnátek (28. listopadu 1994)
- 167. Blanka (5. prosince 1994)
- 168. Dítě (12. prosince 1994)
- 169. Dítě – vánoce (19. prosince 1994)
- 170. Restaurace U Hroznu (26. prosince 1994)

### 1995 – Rádio Golem
- 171. Problémy s dítětem (2. ledna 1995)
- 172. Reklamace dítěte (9. ledna 1995)
- 173. Plaváček (16. ledna 1995)
- 174. Doznání Hýla (23. ledna 1995)
- 175. Ektoplazma (30. ledna 1995)
- 176. Omyl (6. února 1995)
- 177. Vymahač (13. února 1995)
- 178. Lepidlo (20. února 1995)
- 179. Pozvánka (27. února 1995)
- 180. Kurz (6. března 1995)
- 181. Světnice (13. března 1995)
- 182. Závěrečný večírek (20. března 1995)
- 183. Návrat (27. března 1995)
- 184. Akce (3. dubna 1995)
- 185. Rozbitá televize (10. dubna 1995)
- 186. Rovnost (17. dubna 1995)
- 187. Magické obrazy (24. dubna 1995)
- 188. Kvartet (1. května 1995)
- 189. Delon v ložnici (8. května 1995)
- 190. Komplot (15. května 1995)
- 191. Sex v kůži (22. května 1995)
- 192. To byla čtyřka (29. května 1995)
- 193. Deprese (5. června 1995)
- 194. Houba (12. června 1995)
- 195. Trest smrti (19. června 1995)
- 196. Piknik (26. června 1995)
- 197. Veselý drát (3. července 1995)
- 198. Hádka (10. července 1995)
- 199. Patrik a veřejný dům (17. července 1995)
- 200. Bytové divadlo (24. července 1995)
- 201. Zkouška (31. července 1995)
- 202. Představení (7. srpna 1995)
- 203. Dovolená (14. srpna 1995)
- 204. 21. srpen (21. srpna 1995)
- 205. Perníková chaloupka I. (28. srpna 1995)
- 206. Perníková chaloupka II. (4. září 1995)
- 207. Hospoda (11. září 1995)
- 208. Táta odborářů (18. září 1995)
- 209. Album (25. září 1995)
- 210. Blízká setkání (2. října 1995)
- 211. Beseda (9. října 1995)
- 212. Konec (16. října 1995)
- 213. Otec a syn (23. října 1995)
- 214. Počitek (30. října 1995)
- 215. Sobota (6. listopadu 1995)
- 216. Rybník (13. listopadu 1995)
- 217. Volejovky (20. listopadu 1995)
- 218. Večerka (27. listopadu 1995)
- 219. Dvě přání (4. prosince 1995)
- 220. Třetí přání (11. prosince 1995)
- 221. Vánoce (18. prosince 1995)
- 222. Silvestr v nemocnici (25. prosince 1995)

### 1996 – Český rozhlas 2 – Praha
- 223. Beseda (6. ledna 1996)
- 224. Návrat (13. ledna 1996)
- 225. DADA (20. ledna 1996)
- 226. Fučiny (27. ledna 1996)
- 227. Deprese (3. února 1996)
- 228. Růžka (10. února 1996)
- 229. Vyprávění (17. února 1996)
- 230. Přítel květinář (24. února 1996)
- 231. Italské vzpomínky (3. března 1996)
- 232. Inzerát (9. března 1996)
- 233. Stůl č. III (16. března 1996)
- 234. Se srdcem divno hrát (23. března 1996)
- 235. Večeře (30. března 1996)
- 236. Ložnice (6. dubna 1996)
- 237. Petrolej (13. dubna 1996)
- 238. V zastoupení (20. dubna 1996)
- 239. Svatba (27. dubna 1996)
- 240. Sen (4. května 1996)
- 241. Hokejka (11. května 1996)
- 242. Léčitel (18. května 1996)
- 243. Upír (Upýr) (25. května 1996)
- 244. Zkouška charakterů (1. června 1996)
- 245. Uzdravení (8. června 1996)
- 246. Radio Globus (15. června 1996)
- 247. Zlata (22. června 1996)
- 248. Deníček (29. června 1996)
- 249. U Zlaty (6. července 1996)
- 250. Bárta a syn (13. července 1996)
- 251. Noc ve stanu (20. července 1996)
- 252. Společnice (27. července 1996)
- 253. Akce Amor (3. srpna 1996)
- 254. Pegas s.r.o. (10. srpna 1996)
- 255. Letiště (17. srpna 1996)
- 256. Nový Zéland (24. srpna 1996)
- 257. Soud (31. srpna 1996)
- 258. Večírek na rozloučenou (7. září 1996)
- 259. Valtice (14. září 1996)
- 260. Vězení (21. září 1996)
- 261. Peříčkáři (28. září 1996)
- 262. Hovorna (5. října 1996)
- 263. Sama doma (12. října 1996)
- 264. Bomba (19. října 1996)
- 265. Poslední večer (26. října 1996)
- 266. Doma (2. listopadu 1996)
- 267. Bez peněz (9. listopadu 1996)
- 268. Veselé žebrání (16. listopadu 1996)
- 269. Nikita Chuchalkov (23. listopadu 1996)
- 270. Vejce (30. listopadu 1996)
- 271. Rýže (7. prosince 1996)
- 272. Na policii (14. prosince 1996)
- 273. Zkouška (21. prosince 1996)
- 274. Nejkrásnější Vánoce (28. prosince 1996)

### 1997 – Český rozhlas 2 – Praha
- 275. Výtah (4. ledna 1997)
- 276. U Pojarů (11. ledna 1997)
- 277. Boubelka (18. ledna 1997)
- 278. Závory (25. ledna 1997)
- 279. Veselý večer (1. února 1997)
- 280. Tragédie (8. února 1997)
- 281. Hrůzný večer (15. února 1997)
- 282. Zuby (22. února 1997)
- 283. Hradlo (1. března 1997)
- 284. Advokát (8. března 1997)
- 285. Železniční neštěstí (15. března 1997)
- 286. Obsílka (22. března 1997)
- 287. Daňové přiznání (29. března 1997)
- 288. Hovory z Lán (5. dubna 1997)
- 289. Milion (12. dubna 1997)
- 290. Bradavice (19. dubna 1997)
- 291. Prášek (26. dubna 1997)
- 292. Selhání (3. května 1997)
- 293. Telefonát (10. května 1997)
- 294. Předvoj (17. května 1997)
- 295. Hmla (24. května 1997)
- 296. Státní návštěva (31. května 1997)
- 297. Žinčica (7. června 1997)
- 298. Saďour (14. června 1997)
- 299. Rodák (21. června 1997)
- 300. Návrat (28. června 1997)
- 301. Opravář (5. července 1997)
- 302. Výslech (12. července 1997)
- 303. Sourozenci (19. července 1997)
- 304. Slepice (26. července 1997)
- 305. Ženich (2. srpna 1997)
- 306. René Čermák (9. srpna 1997)
- 307. Zabouchnuté dveře (16. srpna 1997)
- 308. Seznam (23. srpna 1997)
- 309. Včelař (30. srpna 1997)
- 310. Svatba (6. září 1997)
- 311. Brácha Vráťa (13. září 1997)
- 312. Jak přežít (20. září 1997)
- 313. Výpomoc (27. září 1997)
- 314. Losování (4. října 1997)
- 315. U Vlasty (11. října 1997)
- 316. Půjčka (18. října 1997)
- 317. Večer šejdířů (25. října 1997)
- 318. Medium (1. listopadu 1997)
- 319. Neslušný návrh I. (8. listopadu 1997)
- 320. Neslušný návrh II. (15. listopadu 1997)
- 321. Neslušný návrh III. (22. listopadu 1997)
- 322. Neslušný návrh IV. (29. listopadu 1997)
- 323. Neslušný návrh V. (6. prosince 1997)
- 324. Pomocná stráž (13. prosince 1997)
- 325. Pomocník (20. prosince 1997)
- 326. Akce urna (27. prosince 1997)

### 1998 – Český rozhlas 2 – Praha
- 327. Silvestr
- 328. Loupež
- 329. Zóny
- 330. Vzpomínky
- 331. Hřbitov
- 332. Noc na hřbitově
- 333. Dvojníci
- 334. Hýlové
- 335. Hodina mezi psem a vlkem
- 336. Agentura Kailab
- 337. Menu I.
- 338. Menu II.
- 339. Vzpomínky
- 340. Faktura
- 341. Strážnice
- 342. Křižák
- 343. Policejní zkouška
- 344. V divadle
- 345. Věšák
- 346. Zkáza Titaniku
- 347. Oldřich a Růžena
- 348. Oldřich, Jirka a Růžena
- 349. Únos I.
- 350. Únos II.
- 351. Únos III.
- 352. Únos IV.
- 353. Únos V.
- 354. Únos VI.
- 355. Ústřice se zelím
- 356. Předčítanka
- 357. Film I. – Hora, hora
- 358. Film II. – Produkce
- 359. Film III. – Tohle ti neprojde, Hanuši
- 360. Film IV. – Tichý zabiják
- 361. Home video
- 362. Natáčení
- 363. Akvárium
- 364. Kapitán Marek
- 365. Nemocnice – oběd
- 366. Nemocnice – bludiště
- 367. V koupelně
- 368. Starci v parku
- 369. Bill
- 370. Cesta do Turnova
- 371. Bobřice
- 372. Výslech I.
- 373. Výslech II.
- 374. Zvoňte 3x
- 375. Viagra
- 376. Horoskopy
- 377. Večer ve Františkánské zahradě
- 378. Rozvod
- 379. Růžové sny
- 380. Silvestr

### 1999 – Český rozhlas 2 – Praha
- 381. Kamasutra
- 382. Páťa v jeslích
- 383. Houbový guláš
- 384. Romeo a Julie
- 385. Fádní odpoledne
- 386. Muž v bílém plášti
- 387. Vepřové po indicku
- 388. Pracák
- 389. Autobus
- 390. Lékárna
- 391. Reklamní agentura
- 392. Seriózní nabídka
- 393. Zpráva z tisku
- 394. Dítě století
- 395. Lov začíná
- 396. Velký gubernátor
- 397. Svědek
- 398. Pekelné ráno
- 399. Likvidace
- 400. Záhady
- 401. Narozeniny I.
- 402. Narozeniny II.
- 403. Let do nebezpečí I.
- 404. Let do nebezpečí II.
- 405. Tiskovka
- 406. Milionáři
- 407. Jazylka
- 408. Stařenka
- 409. Chvojková
- 410. Angličan
- 411. Svědek Mráček
- 412. Lázně Bělov
- 413. Tenis
- 414. Mrtvola
- 415. Říše hubnutí
- 416. Recepce
- 417. Tlačenka
- 418. Esmeralda
- 419. Rok 2000
- 420. Stará mašina
- 421. Zřícenina
- 422. Stříbrná svatba
- 423. Redaktor
- 424. Reportáž
- 425. Listopad
- 426. Zácpa
- 427. Rekomando
- 428. Sojka
- 429. Klubovna
- 430. Veselý Lábus
- 431. Poslední leč

### 2000 – Český rozhlas 2 – Praha
- 432. Svědomí
- 433. Jízdenka
- 434. Pomník
- 435. Půjčka
- 436. Vysoká noha
- 437. Doznání
- 438. Bratr a sestra
- 439. Patricie
- 440. Tunelář
- 441. Děkujeme, odejdete
- 442. Životní pojistka
- 443. Zátah
- 444. Patricie a Hýl
- 445. Transplantace
- 446. Velký třesk
- 447. Časopis
- 448. Čekárna
- 449. Doktor Křivoklát
- 450. Baron Uhl
- 451. Ono
- 452. Co budeme dělat?
- 453. Dráťák
- 454. Obraz
- 455. Ucho
- 456. Dárce
- 457. Viděl, neviděl
- 458. Rozbřesk – Tichý
- 459. Adeptka
- 460. René Vrzný
- 461. Jarda Dobrák
- 462. Hrnečku vař
- 463. Recepce
- 464. Pokoj
- 465. Konec léta
- 466. Smrt
- 467. 2:1
- 468. Kabelka
- 469. Pověrčivá
- 470. Lásky jedné černovlásky
- 471. Akce Tlučhořovi (26. října 2000)
- 472. Sonet (2. listopadu 2000)
- 473. Pan profesor (9. listopadu 2000)
- 474. Tak tu máme dva (16. listopadu 2000)
- 475. Přijímačky I. (23. listopadu 2000)
- 476. Přijímačky II. (30. listopadu 2000)
- 477. Přijímačky III. (7. prosince 2000)
- 478. Pumpička (14. prosince 2000)
- 479. Rekomando (21. prosince 2000)
- 480. Ryba (28. prosince 2000)
- 481. Silvestr (31. prosince 2000)

### 2001 – Český rozhlas 2 – Praha
- 482. Nový rok (4. ledna 2001)
- 483. Kdo to byl? (11. ledna 2001)
- 484. Bolest (18. ledna 2001)
- 485. Frk – sem (25. ledna 2001)
- 486. Slibotechna (1. února 2001)
- 487. Doktor Husák
- 488. Anastázie
- 489. Svět chce být klamán
- 490. Mateřská dovolená
- 491. Děd Vševěd
- 492. Kdo to je?
- 493. Předvolání
- 494. Harašment
- 495. Svět genů
- 496. 12 x 24
- 497. Kauce
- 498. Básníci
- 499. Chlebíčky
- 500. Odškodnění
- 501. Čekárna na odškodnění (17. května 2001)
- 502. Meditace (24. května 2001)
- 503. Divadlo zbraní (31. května 2001)
- 504. Kde je divadlo? (7. června 2001)
- 505. Vrátnice (14. června 2001)
- 506. Angažmá (21. června 2001)
- 507. Chudá (28. června 2001)
- 508. Furt něco (12. července 2001)
- 509. Zahrada u Pytlounů (19. července 2001)
- 510. Zlata (26. července 2001)
- 511. Okno (2. srpna 2001)
- 512. Kukajda (9. srpna 2001)
- 513. Anděl (16. srpna 2001)
- 514. Milionář (23. srpna 2001)
- 515. Milion (30. srpna 2001)
- 516. Restaurant (6. září 2001)
- 517. Jednou tolik (13. září 2001)
- 518. Za blbost se platí (21. září 2001)
- 519. Dobrý nápad (27. září 2001)
- 520. Volavka (4. října 2001)
- 521. Velký Č (11. října 2001)
- 522. Datum (18. října 2001)
- 523. Hvězda (25. října 2001)
- 524. Bažant (1. listopadu 2001)
- 525. Dědicové I. (8. listopadu 2001)
- 526. Dědicové II. (15. listopadu 2001)
- 527. Léčitel (22. listopadu 2001)
- 528. Čakry (29. listopadu 2001)
- 529. Vozejk (6. prosince 2001)
- 530. Předčítač (13. prosince 2001)
- 531. Chrudoš (20. prosince 2001)
- 532. Nečekaná návštěva (27. prosince 2001)

### 2002 – Český rozhlas 2 – Praha
- 533. Vokno (3. ledna 2001)
- 534. Horolezec (10. ledna 2001)
- 535. Předvolání (17. ledna 2001)
- 536. Asanátor (24. ledna 2001)
- 537. Písničkáři (31. ledna 2001)
- 538. Unie (7. února 2001)
- 539. Bylo jich hodně (14. února 2001)
- 540. Kdy to bylo?
- 541. Samohana
- 542. Zeťák
- 543. Dobrý táta
- 544. Stařec a Růžena
- 545. Stařec a černý den
- 546. Stařec a hoře
- 547. Stařec a peníze (11. dubna 2002)
- 548. Stařec a smlouva (18. dubna 2002)
- 549. Stařec a rodina (25. dubna 2002)
- 550. Stařec a Božena (3. května 2002)
- 551. Kamarádka Květa (10. května 2002)
- 552. Rodinný tribunál (17. května 2002)
- 553. Oprava (24. května 2002)
- 554. Příchod (31. května 2002)
- 555. Konkurz (7. června 2002)
- 556. Hlasatelna (14. června 2002)
- 557. Porodnice (21. června 2002)
- 558. Nemocniční pokoj (28. června 2002)
- 559. Šipky (5. července 2002)
- 560. Dekrety (12. července 2002)
- 561. Křeslo (19. července 2002)
- 562. Vetřelec (26. července 2002)
- 563. Nápad (2. srpna 2002)
- 564. Kam s ním? (9. srpna 2002)
- 565. Balík (16. srpna 2002)
- 566. Vyšší cíl (23. srpna 2002)
- 567. Afta (30. srpna 2002)
- 568. Slovník (6. září 2002)
- 569. Čoj a Li (13. září 2002)
- 570. Dominik (20. září 2002)
- 571. Děda (27. září 2002)
- 572. Zvonkohra (4. října 2002)
- 573. Dítě jako dítě (11. října 2002)
- 574. Bude veselka? (18. října 2002)
- 575. Ženista (25. října 2002)
- 576. Převaděč (1. listopadu 2002)
- 577. Náhodný pán (8. listopadu 2002)
- 578. Gajdoš (15. listopadu 2002)
- 579. Šumava (22. listopadu 2002)
- 580. Zlatá maska (29. listopadu 2002)
- 581. Mlha (6. prosince 2002)
- 582. Papouch (13. prosince 2002)
- 583. Odér (19. prosince 2002)
- 584. Žluťák (26. prosince 2002)

### 2003 – Český rozhlas 2 – Praha
- 585. Malíř
- 586. Krasavec
- 587. Telenovela
- 588. Barva
- 589. Bílý zázrak (30. ledna 2003)
- 590. Poslední runda (6. února 2003)
- 591. Samotka (13. února 2003)
- 592. Tma (20. února 2003)
- 593. Kupředu levá (27. února 2003)
- 594. Malý génius (6. března 2003)
- 595. Ferda (13. března 2003)
- 596. Loďák (20. března 2003)
- 597. Půl šestý (27. března 2003)
- 598. Referendum (3. dubna 2003)
- 599. Nová krev (10. dubna 2003)
- 600. Štěstí (18. dubna 2003)
- 601. Bohatá učitelka (25. dubna 2003)
- 602. Hardy Fotr (2. května 2003)
- 603. Román (9. května 2003)
- 604. Prométheus (16. května 2003)
- 605. Světová autorka (23. května 2003)
- 606. Královna Božena (30. května 2003)
- 607. Božena nevaří (5. června 2003)
- 608. Bo-Bo-Bo neděle (12. června 2003)
- 609. Seznam StB (19. června 2003)
- 610. Stará kůže (26. června 2003)
- 611. Můj čaroděj (3. července 2003)
- 612. Tokyju (10. července 2003)
- 613. Panty (17. července 2003)
- 614. Vono to někam šlo (24. července 2003)
- 615. Špatně položená otázka (31. července 2003)
- 616. Čert na brambory (7. srpna 2003)
- 617. Píseň (14. srpna 2003)
- 618. Jazyky (21. srpna 2003)
- 619. Podpora (28. srpna 2003)
- 620. Bhútán (4. září 2003)
- 621. Účty (11. září 2003)
- 622. Korále (18. září 2003)
- 623. Kousanec (25. září 2003)
- 624. Dáš si kávu? (2. října 2003)
- 625. Jedovaté stáří (9. října 2003)
- 626. Sršáň (16. října 2003)
- 627. Tak jde čas (23. října 2003)
- 628. Krupka, Krupka (30. října 2003)
- 629. Problém (6. listopadu 2003)
- 630. Jouk (13. listopadu 2003)
- 631. Divný lidi (20. listopadu 2003)
- 632. Třináctá komnata (27. listopadu 2003)
- 633. Rotor a Bobrová (4. prosince 2003)
- 634. Petrklíč (11. prosince 2003)
- 635. Opera (18. prosince 2003)

### 2004 – Český rozhlas 2 – Praha
- 636. Doznání (10. ledna 2004)
- 637. Vášeň (17. ledna 2004)
- 638. Ema (24. ledna 2004)
- 639. Lucie Janáčková (31. ledna 2004)
- 640. Paní a dítě (7. února 2004)
- 641. Aida (14. února 2004)
- 642. Ráno u Emy (21. února 2004)
- 643. Děd Vševěd (28. února 2004)
- 644. Pátrání se vleče (6. března 2004)
- 645. Tajná schůzka (13. března 2004)
- 646. Zuby (20. března 2004)
- 647. Byl a nebyl (27. března 2004)
- 648. Naděje (3. dubna 2004)
- 649. Zafačovanej (10. dubna 2004)
- 650. Monstrum (17. dubna 2004)
- 651. Kráska a zvíře (24. dubna 2004)
- 652. Zbyněk (8. května 2004)
- 653. Odhalení (15. května 2004)
- 654. Chlesteror (22. května 2004)
- 655. Tinitus (29. května 2004)
- 656. Už jsme tam (5. června 2004)
- 657. Hluchota (12. června 2004)
- 658. Dědek (19. června 2004)
- 659. Boubelka (26. června 2004)
- 660. Stříbrný vítr (3. července 2004)
- 661. Měsíc nad řekou (10. července 2004)
- 662. Zvací dopis (21. srpna 2004)
- 663. Parkinson (4. září 2004)
- 664. Dlouhý spánek (11. září 2004)
- 665. Hubert (18. září 2004)
- 666. Karbanátek (25. září 2004)
- 667. Taťka Šmoula (2. října 2004)
- 668. Zamyšlení (9. října 2004)
- 669. Pohádka (16. října 2004)
- 670. Luna (23. října 2004)
- 671. Vyděračka (30. října 2004)
- 672. Rozhledna (6. listopadu 2004)
- 673. Deprese (13. listopadu 2004)
- 674. Důchod (20. listopadu 2004)
- 675. Roudnice (27. listopadu 2004)
- 676. Nemakačenko (4. prosince 2004)
- 677. Jáchym Boubela (11. prosince 2004)
- 678. Grogy (18. prosince 2004)

### 2005 – Český rozhlas 2 – Praha
- 679. Mireček a párátka (8. ledna 2005)
- 680. Veřejné práce (15. ledna 2005)
- 681. Čudlové (22. ledna 2005)
- 682. Řádoplatný důchod (29. ledna 2005)
- 683. Táta; Děda (5. února 2005)
- 684. Značka Dominik (12. února 2005)
- 685. Stůl č. 3 (19. února 2005)
- 686. Jídelňák (26. února 2005)
- 687. Poslední přání (5. března 2005)
- 688. Poslední vůle (12. března 2005)
- 689. Pán vaří (19. března 2005)
- 690. Mrtvej číšník (26. března 2005)
- 691. Nový robot (2. dubna 2005)
- 692. Kde je Boubela? (9. dubna 2005)
- 693. Co to brumlá? (16. dubna 2005)
- 694. Ahasver (23. dubna 2005)
- 695. Pobuda (30. dubna 2005)
- 696. Je to on? (7. května 2005)
- 697. Na pokraji života (14. května 2005)
- 698. To a to (21. května 2005)
- 699. Podzim – báseň (28. května 2005)
- 700. Ukradený podzim (4. června 2005)
- 701. Největší básník (11. června 2005)
- 702. Že by to nešlo? (18. června 2005)
- 703. Učitel hudby (25. června 2005)
- 704. Značka Rozbřesk (2. července 2005)
- 705. Dva nocležníci (9. července 2005)
- 706. Jsem na všechno sám (3. září 2005)
- 707. Sestra její matky (10. září 2005)
- 708. Poručnice (17. září 2005)
- 709. Jindra Skákalová (24. září 2005)
- 710. Neteř (1. října 2005)
- 711. Patricie (8. října 2005)
- 712. Cela předběžného zadržení (15. října 2005)
- 713. Mějte návratníka (22. října 2005)
- 714. Trnky (28. října 2005)
- 715. Já mám temno (4. listopadu 2005)
- 716. Dominik Twist (11. listopadu 2005)
- 717. Twist, Twist (18. listopadu 2005)
- 718. Šikula (25. listopadu 2005)
- 719. Chobulus lenus (2. prosince 2005)
- 720. Pud (9. prosince 2005)
- 721. Pandemie (16. prosince 2005)
- 722. Losování (23. prosince 2005)
- 723. Dámská jízda (30. prosince 2005)

### 2006 – Český rozhlas 2 – Praha
- 724. Monolog (6. ledna 2006)
- 725. Armagedon (13. ledna 2006)
- 726. Satani (20. ledna 2006)
- 727. Bohnice (27. ledna 2006)
- 728. 273907 (3. února 2006)
- 729. Šimry, šimry (10. února 2006)
- 730. Hadrová panenka (17. února 2006)
- 731. Setkání po letech (24. února 2006)
- 732. Buď – Jenka (3. března 2006)
- 733. Jezdí tady devítka? (10. března 2006)
- 734. Paskřivec a motorik (17. března 2006)
- 735. Zprznivatizace (24. března 2006)
- 736. Julie Makrová (7. dubna 2006)
- 737. Mrzkut (14. dubna 2006)
- 738. Děkujeme, odejděte (21. dubna 2006)
- 739. Foťák (28. dubna 2006)
- 740. Škudibudka (5. května 2006)
- 741. Policejní korupce (12. května 2006)
- 742. Kradu celý život (19. května 2006)
- 743. Kdo to byl? (26. května 2006)
- 744. Pozdní odpoledne (2. června 2006)
- 745. Drsňanka (9. června 2006)
- 746. Model (16. června 2006)
- 747. Buldočí faldy (23. června 2006)
- 748. Maminčina holčička (30. června 2006)
- 749. Poradce (7. července 2006)
- 750. To to trvalo! (1. září 2006)
- 751. Tak ještě jednou (8. září 2006)
- 752. Divoká touha (15. září 2006)
- 753. Návštěvnice (22. září 2006)
- 754. Plán (29. září 2006)
- 755. „Máme co jíst?“ (6. října 2006)
- 756. Přesun (13. října 2006)
- 757. Thajsko (20. září 2006)
- 758. Mekong (27. října 2006)
- 759. 15 let (3. listopadu 2006)
- 760. Aneta (10. listopadu 2006)
- 761. Oskárek (17. listopadu 2006)
- 762. Zase rýže (24. listopadu 2006)
- 763. Jang-c'-tiang (1. prosince 2006)
- 764. Jak to bylo v koupelně? (8. prosince 2006)
- 765. Čí je to dítě? (15. prosince 2006)
- 766. Odběr (22. prosince 2006)
- 767. Samec (29. prosince 2006)

### 2007 – Stream.cz
- 768. Infernet (2. května 2007)
- 769. Půjčka (10. května 2007)
- 770. Kiš (17. května 2007)
- 771. Kurbašpíl (23. května 2007)
- 772. Branka (23. května 2007)
- 773. Andrej EsEmEs (6. června 2007)
- 774. Kominík (13. června 2007)
- 775. Radar (20. června 2007)
- 776. Družba (28. června 2007)
- 777. Ivan Vasilevič (4. července 2007)
- 778. V Praze to nejde (11. července 2007)
- 779. Lázně (15. června 2007)
- 780. Pelech hříchu (25. července 2007)
- 781. Masakr (2. srpna 2007)
- 782. Letem světem (15. června 2007)
- 783. Kočkodan (16. srpna 2007)
- 784. Dvoják (22. srpna 2007)
- 785. Dvoják pokračuje (29. srpna 2007)
- 786. Já jsem vdova (5. září 2007)
- 787. Já blbá nésu (12. září 2007)
- 788. První návštěva ok (27. září 2007)
- 789. To je moje vata (3. října 2007)
- 790. Hop hop (10. října 2007)
- 791. Pár vět ok (17. října 2007)
- 792. Svatba (24. října 2007)
- 793. Svatební noc (30. října 2007)
- 794. 6–9 (9. listopadu 2007)
- 795. Už byl v tunelu (16. listopadu 2007)
- 796. Já, já, já! (28. listopadu 2007)
- 797. Froťák (30. listopadu 2007)
- 798. Dětský domov (8. prosince 2007)
- 799. Komplot (14. prosince 2007)

### 2008 – Stream.cz
- 800. Paragrafky (19. ledna 2008)
- 801. Jsme jací jsme (26. dubna 2008)

### 2009 – Oficiální web kaiser-labus.cz
- Seznámení (úvodní díl oficiálních stránek)
- 802. Krize
- 803. Prasečí chřipka (12. května 2009)
- 804. Zpěvačka Vlasta
- 805. Superpohádka
- 806. Odškodnění
- 807. Mobil
- 808. Náčelníkova samota
- 809. Námluvy
- 810. Výměna stráží
- 811. Žvanec
- 812. Neúplné zatmění
- 813. Nět nebo nou
- 814. Gostinica Mir
- 815. Mračna se stahují
- 816. Setkání po letech
- 817. Průlom
- 818. Help
- 819. Velký čtenář
- 820. První den ve škole
- 821. Medvěd
- 822. Komisařka
- 823. Sametka
- 824. Perly sviním
- 825. Cukr
- 826. Na dně
- 827. Službu měl Fajtek
- 828. Sardeliště
- 829. Autogramiáda
- 830. Výlet
- 831. Ptáčci
- 832. Paní Prcková
- 833. Internacionála
- 834. Svíčka
- 835. Rachejtle

### 2010 – Oficiální web kaiser-labus.cz
- 836. Nová vedoucí (6. ledna 2010)
- 837. Au revoir (13. ledna 2010)
- 838. Návrat (20. ledna 2010)
- 839. 2D (27. ledna 2010)
- 840. Krocík (3. února 2010)
- 841. A co děti? (10. února 2010)
- 842. Ústní zkouška (17. února 2010)
- 843. Kanec (24. února 2010)
- 844. Dr. Jeníček (3. března 2010)
- 845. Výdej (10. března 2010)
- 846. Mucholapka (17. března 2010)
- 847. Nezralé maliny (24. března 2010)
- 848. Očista (31. března 2010)
- 849. U zpovědi (7. dubna 2010)
- 850. Host (14. dubna 2010)
- 851. Muž s maskou (21. dubna 2010)
- 852. Návrat (28. dubna 2010)
- 853. Eyjafjalajökull (5. května 2010)
- 854. Jiskra (12. května 2010)
- 855. Míting (19. května 2010)
- 856. Láska je láska (26. května 2010)
- 857. Ilustrátor (2. června 2010)
- 858. Dobrá rada (9. června 2010)
- 859. Utopenec (16. června 2010)
- 860. Viník (23. června 2010)
- 861. Přemysl Šťastný (30. června 2010)
- 862. S.D.A. (7. července 2010)
- 863. Nadějné vyhlídky (14. července 2010)
- 864. Pičmanovice (21. července 2010)
- 865. Liška v batohu (28. července 2010)
- 866. Praktická lékařka (4. srpna 2010)
- 867. Lup (11. srpna 2010)
- 868. Světýlko (18. srpna 2010)
- 869. Hrdina (25. srpna 2010)
- 870. Dalibor (1. září 2010)
- 871. Za Růženou (8. září 2010)
- 872. Domácí úkol (15. září 2010)
- 873. U Háchy (22. září 2010)
- 874. Odměna (29. září 2010)
- 875. Nalezenec (6. října 2010)
- 876. Prcek (13. října 2010)
- 877. Tom (20. října 2010)
- 878. Zásah (27. října 2010)
- 879. Mission Impossible (3. listopadu 2010)
- 880. Psychotonik (10. listopadu 2010)
- 881. Lívr (17. listopadu 2010)
- 882. Dějiny Řecka (24. listopadu 2010)
- 883. Zpráva z mise (1. prosince 2010)
- 884. Inventura (8. prosince 2010)
- 885. Když seš, tak nejseš (16. prosince 2010)
- 886. Noc s Tichým (22. prosince 2010)
- 887. Druhá noc s Tichým (29. prosince 2010)

### 2011 – Oficiální web kaiser-labus.cz
- 888. Hybernace
- 889. Síť
- 890. Únos
- 891. Perforátor
- 892. V kabinetu
- 893. Ožehavá záležitost
- 894. UJBA
- 895. Nový trafikant
- 896. Cyklotronik
- 897. Je třeba pomoci Ropu
- 898. Vymítač
- 899. Strakapoud
- 900. Oslava
- 901. Devítistý
- 902. Suzanne
- 903. Čeng-Du
- 904. Krach
- 905. Svatba
- 906. Geroj
- 907. Dva na lavičce
- 908. Faux pas
- 909. Mouchy naší doby
- 910. Na cestě
- 911. Nejsme doma
- 912. Džouk
- 913. Áťa
- 914. Jedno IVO
- 915. Brdy
- 916. Kukačka
- 917. Lesní pohoda
- 918. PIN
- 919. Logoped
- 920. U hasičů
- 921. Pohotovostní služba
- 922. Kohout
- 923. Díl nebyl uveden.
- 924. Procházka Prahou
- 925. Šura a Zoja
- 926. Pejsek
- 927. Když muž se ženou svačí
- 928. My dva a čas
- 929. 5 minut
- 930. Hanoj 3
- 931. Zářivý podzim
- 932. Kam s ním
- 933. Někdo zvoní
- 934. Zlatá máma
- 935. Zástava (16. listopadu 2011)
- 936. Tři okna (24. prosince 2011)
- 937. Hamaby (29. prosince 2011)

### 2012 – Oficiální web kaiser-labus.cz
- 938. Rohlíček (4. ledna 2012)
- 939. Jako bratr a sestra (11. ledna 2012)

### 2013 – Český rozhlas Dvojka
- 940. Tři králové (11. ledna 2013)
- 941. Univerzita třetího věku (25. ledna 2013)
- 942. Rarach polní (8. února 2013)
- 943. A jé, jé (22. února 2013)
- 944. Vlk (8. března 2013)
- 945. Pašák (29. března 2013)
- 946. Podnikatelka (19. dubna 2013)
- 947. Naše Rejky (26. dubna 2013)
- 948. Den rodin (10. května 2013)
- 949. Stalking (24. května 2013)
- 950. Jak na to (7. června 2013)
- 951. Horoskop (21. června 2013)
- 952. Na krovkách (5. července 2013)
- 953. Posmrtná maska (19. července 2013)
- 954. Houslista (2. srpna 2013)
- 955. Giacomo (16. srpna 2013)
- 956. Schůzka naslepo (30. srpna 2013)
- 957. Nezralé maliny (13. září 2013)
- 958. Teta Ája (27. září 2013)
- 959. Dieta z rukávu (11. října 2013)
- 960. Vtip (25. října 2013)
- 961. Události, komentáře (8. listopadu 2013)
- 962. Soudružky (29. listopadu 2013)
- 963. Firma Ježíšek (13. prosince 2013)
- 964. Šest Dé (27. prosince 2013)

### 2014 – Český rozhlas Dvojka
- 965. Řečník (10. ledna 2014)
- 966. Nečekaná návštěva (24. ledna 2014)
- 967. Jeníčkova série (7. února 2014)
- 968. Noc u Líhalů (21. února 2014)
- 969. Klepi, klep (28. února 2014)
- 970. Kirtap (21. března 2014)
- 971. Hlavně hlavně (28. března 2014)
- 972. Pražské jaro 1 (16. května 2014)
- 973. Pražské jaro 2 (23. května 2014)
- 974. Jin-Jang (6. června 2014)
- 975. První pacient (13. června 2014)
- 976. Chlap k zulíbání (27. června 2014)
- 977. Ezoterika (5. září 2014)
- 978. Kunrád (12. září 2014)
- 979. Kulička (19. září 2014)
- 980. Dr. Patrik (26. září 2014)
- 981. Soňa 1 (3. října 2014)
- 982. Soňa 2 (10. října 2014)
- 983. Nevěř nikomu (17. října 2014)
- 984. Papoušek (24. října 2014)
- 985. Vzpomínka na maminku (31. října 2014)
- 986. Vzpomínka na druhou maminku (7. listopadu 2014)
- 987. Holka nebo kluk (14. listopadu 2014)
- 988. Láska bez světla (21. listopadu 2014)

### 2015 – Český rozhlas Dvojka
- 989. Promiňte, prosím (2. ledna 2015)
- 990. Peří (9. ledna 2015)
- 991. Kámen úrazu (16. ledna 2015)
- 992. Nirvana (13. února 2015)
- 993. Zrno (27. února 2015)
- 994. Zoo v zimě (6. března 2015)
- 995. Mauglí (13. března 2015)
- 996. Precedens (20. března 2015)
- 997. Návrat ztraceného syna (17. dubna 2015)
- 998. Komparz (22. května 2015)
- 999. Díl nebyl uveden.
- 1000. Tisící (29. května 2015)
- 1001. Herna (5. června 2015)
- 1002. Polákovi z Přelouče (12. června 2015)
- 1003. Pardubický kraj (19. června 2015)
- 1004. Dvojčata (26. června 2015)
- 1005. Kurz (4. září 2015)
- 1006. Finanční poradce (11. září 2015)
- 1007. Důvěra za důvěru (18. září 2015)
- 1008. Monopoly (25. září 2015)
- 1009. Holka nebo kluk (2. října 2015)
- 1010. Otisky prsu (9. října 2015)
- 1011. Přiznání (16. října 2015)
- 1012. Houbaři (23. října 2015)
- 1013. Vtipkár (30. října 2015)
- 1014. Viola (6. listopadu 2015)
- 1015. Setkání v listopadu (13. listopadu 2015)
- 1016. Zkouška (20. listopadu 2015)
- 1017. Derniéra (27. listopadu 2015)
- 1018. Bajpas (4. prosince 2015)
- 1019. Ticho ve mně (11. prosince 2015)
- 1020. Návštěva (18. prosince 2015)

### 2016 – Český rozhlas Dvojka
- 1021. Pavilon hrůzy (1. ledna 2016)
- 1022. Dětěktor něpravdy (15. ledna 2016)
- 1023. Uprdlík (22. ledna 2016)
- 1024. Život je jen náhoda (5. února 2016)
- 1025. Sňatky z rozumu (19. února 2016)
- 1026. Urychlovač (26. února 2016)
- 1027. Batman (4. března 2016)
- 1028. Zázračné ruce (1. dubna 2016)
- 1029. Pavučina (8. dubna 2016)
- 1030. Byliny (29. dubna 2016)
- 1031. Vrabčák (6. května 2016)
- 1032. Úplněk (2. září 2016)
- 1033. Toaletář (16. září 2016)
- 1034. 25 let (30. září 2016)
- 1035. Ach, ta vojna (14. října 2016)
- 1036. Večer poezie (4. listopadu 2016)
- 1037. Setkání po letech (25. listopadu 2016)
- 1038. Dohoda (2. prosince 2016)
- 1039. Mefisto (9. prosince 2016)
- 1040. Šance (16. prosince 2016)
- 1041. Rozhovor (23. prosince 2016)
- 1042. Obžalovaný (30. prosince 2016)

### 2017 – Český rozhlas Dvojka
- 1043. Útěk (6. ledna 2017)
- 1044. Pod zámkem 1 (17. února 2017)
- 1045. Pod zámkem 2 (24. února 2017)
- 1046. Návrat (3. března 2017)
- 1047. Trus (31. března 2017)
- 1048. Kvóty (7. dubna 2017)
- 1049. Rýžový nákyp (21. dubna 2017)
- 1050. Čichači (28. dubna 2017)
- 1051. Ozon (5. května 2017)
- 1052. Kvantová fyzika (26. května 2017)
- 1053. Hipster (2. června 2017)
- 1054. Moher (9. června 2017)
- 1055. Leťte, holubi (1. září 2017)
- 1056. Inzerát (8. září 2017)
- 1057. Dva plus jedna (15. září 2017)
- 1058. Šakal znovu v akci (10. listopadu 2017)
- 1059. Šakal v akci (17. listopadu 2017)
- 1060. Vysvědčení (24. listopadu 2017)
- 1061. Vánoce 2017 (22. prosince 2017)
- 1062. Bilance (29. prosince 2017)

### 2018 – Český rozhlas Dvojka
- 1063. Láska je láska (12. ledna 2018)
- 1064. Jesličky (19. ledna 2018)
- 1065. Test (26. ledna 2018)
- 1066. C. E. F. C. (13. dubna 2018)
- 1067. Rákosníček (20. dubna 2018)
- 1068. Pra pra pra pra pra pra pra pra pra (25. května 2018)
- 1069. Chai Chai (8. června 2018)
- 1070. Ježíšek se vrací (14. prosince 2018)
- 1071. Vrazi (21. prosince 2018)
- 1072. Přímý přenos z Berouna (28. prosince 2018)

### 2019 – Český rozhlas Dvojka (změna formátu – jen pětiminutové díly)
- 1073. Novoroční přípitek (1. ledna 2019)
- 1074. Myslivecká historka (4. ledna 2019)
- 1075. Nevěra se Švarcenegrem (11. ledna 2019)
- 1076. Sedím a koukám (18. ledna 2019)
- 1077. Kostlivec ve skříni (25. ledna 2019)
- 1078. Mí Tú (1. února 2019)
- 1079. Mí Tú 2 (7. února 2019)
- 1080. Lepšolidi (14. února 2019)
- 1081. Galaxie (20. února 2019)
- 1082. Všecko je pryč (28. února 2019)
- 1083. Žlutá vesta (7. března 2019)
- 1084. Ester (14. března 2019)
- 1085. Ani jeden pták (21. března 2019)
- 1086. Do pasu (28. března 2019)
- 1087. Muž a žena (11. dubna 2019)
- 1088. Jak ten čas letí (18. dubna 2019)
- 1089. Koledník (25. dubna 2019)
- 1090. NASA 1 (9. května 2019)
- 1091. NASA 2 (16. května 2019)
- 1092. Medvěd 1 (23. května 2019)
- 1093. Medvěd 2 (30. května 2019)
- 1094. Medvěd 3 (6. června 2019)
- 1095. Hroby (13. června 2019)
- 1096. Kapří pomazánka (20. června 2019)
- 1097. Kdopak to mluví (27. června 2019)
- 1098. Data (4. července 2019)
- 1099. Jan Hus (5. července 2019)
- 1100. Protest (11. července 2019)
- 1101. Instagram (18. července 2019)
- 1102. Aktivistka (25. července 2019)
- 1103. Humor na cestách (1. srpen 2019)
- 1104. Dement (8. srpen 2019)
- 1105. Cesta do Mannheimu (8. srpen 2019)
- 1106. Houbaři (22. srpen 2019)
- 1107. Ještěže jsme zdraví (29. srpen 2019)
- 1108. Kompostér (5. září 2019)
- 1109. Koněf (12. září 2019)
- 1110. Klíče (19. září 2019)
- 1111. Uhlíková stopa (26. září 2019)
- 1112. Kudy kam (17. říjen 2019)
- 1113. Pohádky na dobrou noc (24. říjen 2019)
- 1114. Apokalypsa (31. říjen 2019)
- 1115. Dominika (7. listopad 2019)
- 1116. Láska (14. listopad 2019)
- 1117. 17. listopad (17. listopad 2019)
- 1118. MDWC (21. listopad 2019)
- 1119. Google (28. listopad 2019)
- 1120. Wikipedia (5. prosinec 2019)
- 1121. Kellner (12. prosinec 2019)
- 1122. Veršotepec (19. prosinec 2019)

### 2020 – Český rozhlas Dvojka (změna formátu – jen pětiminutové díly)
- 1123. Autobus (2. leden 2020)
- 1124. Pořekadla (9. leden 2020)
- 1125. Vtip (16. leden 2020)
- 1126. Tlučhořovi a narozeniny (23. leden 2020)
- 1127. Třídění (30. ledna 2020)
- 1128. Růžová zahrada (6. únor 2020)
- 1129. Kouzelník (13. únor 2020)
- 1130. Trpaslíci (20. únor 2020)
- 1131. Ptačí chřipka (27. únor 2020)
- 1132. Křeček (5. březen 2020)
- 1133. Gajové (12. březen 2020)
- 1134. Šikana (19. březen 2020)
- 1135. Bobři (26. březen 2020)
- 1136. Klíště (2. duben 2020)
- 1137. Disident (16. duben 2020)
- 1138. Virus (23. duben 2020)
- 1139. Houba (30. duben 2020)
- 1140. Lynč (7. květen 2020)
- 1141. Vzkaz Mirko Hýla národu (14. květen 2020)
- 1142. Promoření (21. květen 2020)
- 1143. Noční rozhovor (28. květen 2020)
- 1144. Pomsta (4. červen 2020)
- 1145. Pokus o verš (11. červen 2020)
- 1146. Nevěrnice (18. červen 2020)
- 1147. Silná žena (25. červen 2020)
- 1148. Výpomoc (2. červenec 2020)
- 1149. Učitel francouzštiny (9. červenec 2020)
- 1150. Náhradník (16. červenec 2020)
- 1151. Večeře s p. Verlianem (23. červenec 2020)
- 1152. Joga (30. červenec 2020)
- 1153. Proměna (6. srpen 2020)
- 1154. Tak počkáme (13. srpen 2020)
- 1155. Teror (20. srpen 2020)
- 1156. Dobří důchodci se vracejí (27. srpen 2020)
- 1157. Hořčák (4. září 2020)
- 1158. Otrava (11. září 2020)
- 1159. Útok (18. září 2020)
- 1160. Egyptologové (25. září 2020)
- 1161. Rudý sen (2. říjen 2020)
- 1162. Výročí (9. říjen 2020)
- 1163. Coufalka (16. říjen 2020)
- 1164. Zrození (23. říjen 2020)
- 1165. Kameny (30. říjen 2020)
- 1166. Imunita (6. listopad 2020)
- 1167. Ústřice chudých (13. listopad 2020)
- 1168. Živá kultra (20. listopad 2020)
- 1169. Francouzské přísloví (27. listopad 2020)
- 1170. Akt (4. prosinec 2020)
- 1171. Pravěk (11. prosinec 2020)
- 1172. Mars (18. prosinec 2020)
- 1173. Inkognito (součást pořadu Rychlá Dvojka, 26. prosinec 2020)

### 2022 – Audiotéka
- 1174. Stařec a hoře (7. únor 2022)
- 1175. Autogramiáda (14. únor 2022)
- 1176. Konec (21. únor 2022)
- 1177. Zkouška (28. únor 2022)
- 1178. Zákrok (7. březen 2022)
- 1179. Zničený můstek (14. březen 2022)
- 1180. Lama (21. březen 2022)
- 1181. Knoflík (28. březen 2022)
- 1182. Záměna (4. duben 2022)
- 1183. Kartářka (11. duben 2022)
- 1184. Andrea (18. duben 2022)
- 1185. Srdce (25. duben 2022)
- 1186. Dominik se vrací (2. květen 2022)
- 1187. Dominik se vrátil (9. květen 2022)
- 1188. Ole Ore (16. květen 2022)
- 1189. Přímý přenos (23. květen 2022)
- 1190. Na koberečku (30. květen 2022)
- 1191. Instruktáž (6. červen 2022)
- 1192. Cukr (13. červen 2022)
- 1193. Policejní mozek (20. červen 2022)
- 1194. Lekce (27. červen 2022)

### 2022 – Oficiální web tluchorovi.com
- Bez Dyka (bonus, podzim 2022)
- Hrátky s čertem (bonus, podzim 2022)

### 2025 – Audiotéka
- Volba prezidenta (bonus, květen 2025)

## Knihy
- Rodinka, Klára Gočárová, Eurostudio, 1995
- Rodinka 2, Klára Gočárová, Signet, 1996
- Rodinka 3, Klára Gočárová, Signet, 1996
- Kaiser, Lábus a Rodinka Tlučhořových, Jan Czech, Pražská scéna, 2004
- Tlučhořovic rodinka, Jan Kašpar, XYZ, 2008

## CD, MC, DVD
- Rodinka 1, Venkow, 1992
- Rodinka 2, Venkow, 1993
- Rodinka 3, Venkow, 1993
- Rodinka 4, Venkow, 1994
- Rodinka 5, Venkow, 1994
- Rodinka 6, Venkow, 1994
- Rodinka No 1, Tommü Records, 1995
- Rodinka No 2, Tommü Records, 1995
- Tlučhořovic rodinka: Únos, Tommü Records, 1996
- Tlučhořovic rodinka: Velká láska, Tommü Records, 1996
- Tlučhořovic rodinka: Kriminál I, Tommü Records, 1997
- Tlučhořovic rodinka: Kriminál II, Tommü Records, 1997
- Tlučhořovic rodinka: Milostná aféra u Tlučhořů, Tommü Records, 1998
- Tlučhořovic rodinka: O psu paní prezidentové aneb Vyhoďme ho z kola ven, Tommü Records, 1998
- Tlučhořovic rodinka: Intimní deníček, Tommü Records, 1999
- Tlučhořovic rodinka: Zkáza Titaniku, Tommü Records, 1999
- Tlučhořovic rodinka: Esmeralda, Tommü Records, 2000
- Tlučhořovic rodinka: Poslední leč, Tommü Records, 2000
- Tlučhořovic rodinka 19, Tommü Records, 2001
- Tlučhořovic rodinka 20, Tommü Records, 2001
- Tlučhořovic rodinka 21, Tommü Records, 2002
- Tlučhořovic rodinka 22, Tommü Records, 2002
- Tlučhořovic rodinka 23, Tommü Records, 2003
- Tlučhořovic rodinka 24, Tommü Records, 2003
- Tlučhořovic rodinka 25, Tommü Records, 2004
- Tlučhořovic rodinka 26, Tommü Records, 2004
- U Tlučhořů, DVD, Supraphon, 2010